# ناینوفر
ناینوفر (به آلمانی: Nienover) یک منطقهٔ مسکونی در آلمان است که در بودنفلد واقع شده‌است. ناینوفر ۱۰ نفر جمعیت دارد.